# Мефодий (Пишнячевский)
Архиепи́скоп Мефо́дий (в миру Михаи́л Пишняче́вский; 1774—1845, Мгарский монастырь) — епископ Русской православной церкви, архиепископ Псковский и Лифляндский.

## Биография
Родился 12 июля 1774 года в семье священника Переяславской епархии.
Обучался в Киевско-Могилянской академии; с 1797 года — в Московском университете.
8 сентябре 1800 года определён учителем в Киевской академии. пострижен в монашество с именем Мефодий 28 марта 1803 года, 2 апреля рукоположён в сан иеродиакона, 6 апреля — в сан иеромонаха и назначен соборным иеромонахом.
С 8 сентября 1803 года — профессор Киевско-Могилянской академии, а затем её префект.
5 июля 1811 года пожалован саном архимандрита (3-го класса).
В 1811 году назначен инспектором Петербургской духовной семинарии, а 13 марта 1812 года — её ректором. С 27 марта 1812 года управлял также Санкт-Петербургской Троице-Сергиевой пустынью.
21 сентября 1813 года рукоположен в Александро-Невской лавре во епископа Старорусского, викария Новгородской епархии. С 7 февраля 1816 года — епископ Полтавский и Переяславский.
Был награждён 10 февраля 1816 года орденом Св. Анны 1-й степени.
27 июня 1824 года возведён в сан архиепископа Астраханского и Кавказского. Прибыл в епархию 16 октября того же года. Не обладая крепким здоровьем, тяготился астраханским климатом, а также и тем, что не находил в Астрахани соответствующих себе просвещённых людей.
С 30 сентября 1825 года — архиепископ Псковский, Лифляндский и Курляндский. С 30 апреля 1833 года — архиепископ Псковский и Лифляндский.
Будучи архиепископом Псковским, лишился зрения, вследствие чего 10 мая 1834 года уволен на покой в Лубенский Мгарский Спасо-Преображенский монастырь с управлением им.
Добрый отзыв о преосвященном Мефодии дал в своих письмах Филарет Московский, называя его «хорошим философом, хорошим христианином, хорошим монахом, хорошим товарищем».
Скончался 10 июля 1845 года в Лубенском Мгарском Спасо-Преображенском монастыре, где и погребён в соборном храме.